# Gesetz zur Bestrafung von Nazis und Nazihelfern
Das Gesetz zur Bestrafung von Nazis und Nazihelfern (hebräisch חוק לעשיית דין בנאצים ובעוזריהם, Chok Le’Asiat Din BaNatzim Uve’Osrehem) vom 1. August 1950 ist ein israelisches Strafgesetz, das nationalsozialistische Gewaltverbrechen unter Strafe stellt.
Von der englischen Übersetzung als nazis and nazi collaborators punishment law leitet sich die Abkürzung NNCL ab.
Es war von einem der Gründerväter des Staates Israel, dem damaligen Justizminister Pinchas Rosen, in die Knesset eingebracht worden.

## Anwendungsbereich
Das NNCL beruft sich anders als das israelische Gesetz zur Verhütung und Bestrafung des Völkermords von März 1950 nicht auf den Regelungsauftrag in Art. V der UNO-Konvention über die Verhütung und Bestrafung des Völkermordes von 1948.
Nach der Konvention sollen die vertragsschließenden Staaten insbesondere wirksame Strafen für Personen vorsehen, die sich des Völkermordes schuldig machen. Das NNCL zielt rückwirkend auf Taten ab, die vor Verabschiedung der UNO-Konvention begangen worden sind, das Völkermord-Gesetz hingegen will zukünftige Taten verhüten und bestrafen.
Außerdem erfasst und definiert nur das NNCL – als Verbrechen sui generis – ausdrücklich die Verbrechen gegen das jüdische Volk (Art. 1 Abs. 3 Buchstabe b NNCL), das Völkermord-Gesetz hingegen stellt (nur) den Genozid unter Strafe. Jedoch umfasst der Völkermord als der weitere Begriff auch jene Verbrechen, die das NNCL als Verbrechen gegen das jüdische Volk bezeichnet.
Das NNCL wiederum ist in seinem örtlichen und zeitlichen Anwendungsbereich beschränkt auf das durch das Deutsche Reich beherrschte Europa zwischen 1933 und 1945. Das Völkermord-Gesetz gilt weltweit und zeitlich unabhängig von einer Fortgeltung der Konvention.

## Bedeutung
Seine wichtigste Funktion besteht in der Erstreckung der Auslandsgeltung des Strafrechts auf das Gebiet des Deutschen Reichs, seiner Verbündeten (Achsenmächte) und der von dem Deutschen Reich oder seinen Verbündeten im Zweiten Weltkrieg besetzten Gebiete (sog. „Feindstaaten“, Art. 16 NNCL). Dort während der Naziherrschaft zwischen dem 30. Januar 1933 und dem 8. Mai 1945 bzw. während des Zweiten Weltkriegs zwischen dem 1. September 1939 und dem 14. August 1945 begangene Verbrechen gegen das jüdische Volk, Verbrechen gegen die Menschlichkeit und Kriegsverbrechen werden mit dem Tode bestraft.
Unter Verweis auf das israelische Strafgesetzbuch (Criminal Code Ordinance von 1936) werden Verbrechen wie Mord, Entführung, Raub, Vergewaltigung, Bedrohung oder Zwangsarbeit, die in den betreffenden Gebieten im fraglichen Zeitraum begangen wurden, ebenso bestraft, wie wenn sie auf israelischem Staatsgebiet begangen worden wären (Art. 2 NNCL).
Indem das NNCL die Zuständigkeit israelischer Gerichte auch für außerhalb des israelischen Staatsgebietes begangene Straftaten begründet bzw. die Tatbegehung im Inland fingiert, folgt es dem im Völkerstrafrecht anerkannten Weltrechtsprinzip.

## Inhalt
Die Strafverfolgung ist selbst dann zulässig, wenn der Angeklagte bereits von einem anderen nationalen oder internationalen Gericht wegen derselben Tat verurteilt worden ist (Art. 9 NNCL). Dem könnte im Einzelfall lediglich ein bilaterales oder internationales Abkommen speziell zur Frage konkurrierender Strafgewalt entgegenstehen, zumal es keinen allgemeinen völkerrechtlichen Grundsatz gibt, der bei Aburteilung in einem Staat die Verfolgung derselben Tat in einem anderen Staat verhindern würde.
Der im deutschen Strafprozessrecht verankerte Grundsatz der freien Beweiswürdigung (§ 261 StPO) gilt nach israelischem Verfahrensrecht so nicht. Beweisaufnahme und Beweiswürdigung sind vielmehr im Evidence Ordinance für Zivil- und Strafverfahren eingehend gesetzlich geregelt. Art. 15 NNCL erlaubt den Richtern, zur Wahrheitsfindung und im Interesse der Einzelfallgerechtigkeit von diesen festen Regeln abzuweichen und eröffnet ihnen damit eine Entscheidungsfreiheit wie sie in anderen Strafverfahren unüblich ist.
Nach der ursprünglichen Gesetzesfassung verjährten die Straftaten spätestens 20 Jahre nach ihrer Begehung (Art. 12 Abs. 2 NNCL). Diese Regelung wurde im August 1963 jedoch mit dem Gesetz 5723-1963 rückwirkend aufgehoben.

## Anwendungsfälle
Praktische Bedeutung erlangte das Gesetz vor allem im Eichmann-Prozess, der am 1. Juni 1962 mit der Vollstreckung der Todesstrafe endete. Der Angeklagte John Demjanjuk wurde in zweiter Instanz 1993 freigesprochen.
Zwischen 1951 und 1964 gab es außerdem 29 Verfahren in Israel gegen ehemalige jüdische Kapos.